# Сфекс желтокрылый

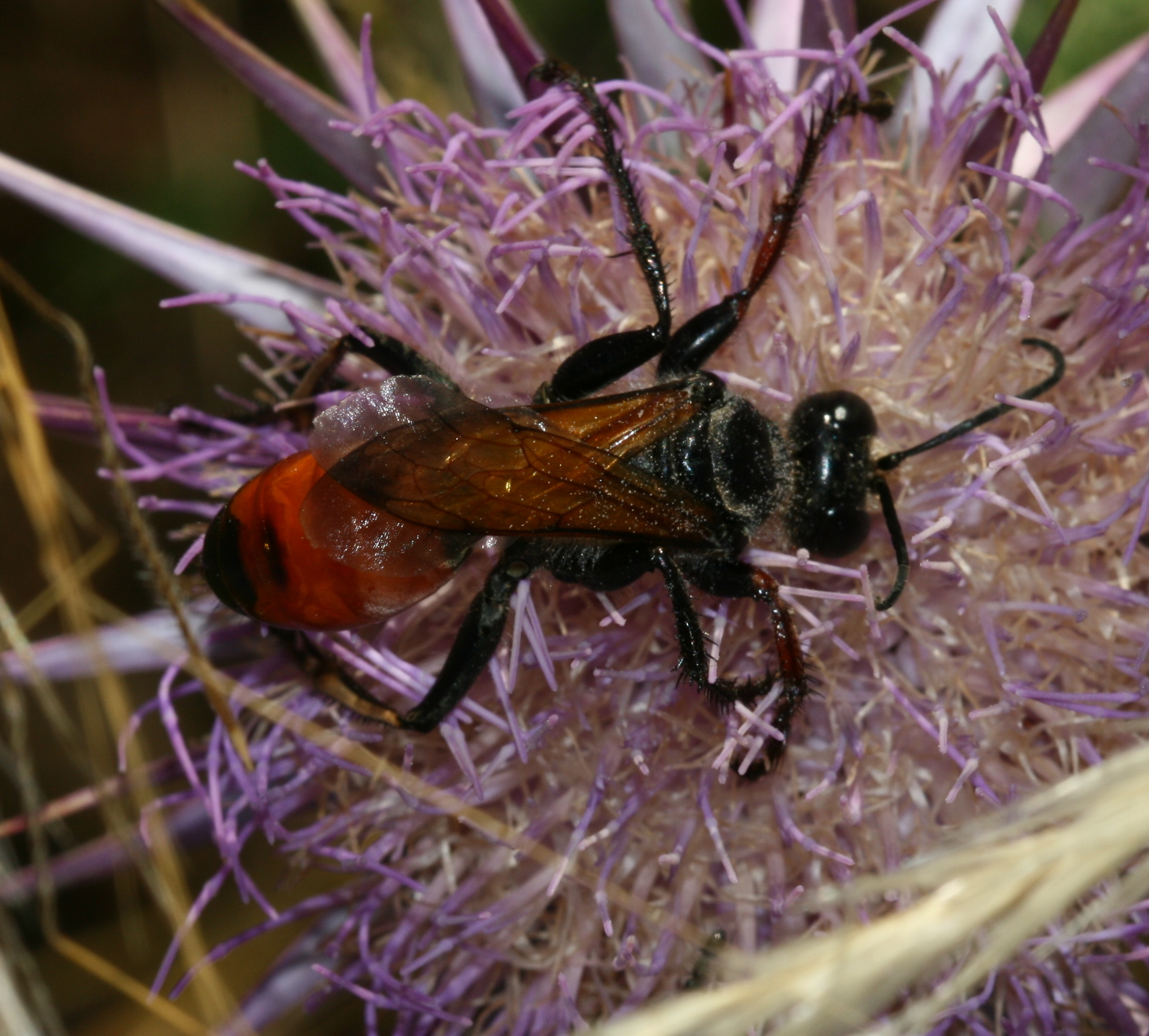

Сфекс желтокрылый (лат. Sphex flavipennis) — редкий вид роющих ос (Sphecidae). Евразия. Самый крупный представитель семейства в Казахстане. Включён в Красную книгу Казахстана и Красную книгу Украины.

## Распространение
Южная и восточная Европа (в том числе Крым и Кавказ), Казахстан, Северная Африка, в том числе Египет.

## Описание
Осы достигают размера от 26 до 32 мм (самки) и от 26 до 30 мм (самцы). Крылья с жёлтым оттенком, среднеспинка и переднеспинка с прилегающим опушением. Наличник без вырезки. Стебелёк между грудкой и брюшком длиннее своей ширины. Тело в основном чёрное. Передняя часть брюшка красного цвета, оставшаяся задняя часть чёрного цвета. Гнездятся в почве. Личинок выкармливают парализованными насекомыми (ловят саранчовых).
Стадия яйца проходит за 3 или 4 дня, личинка развивается от 10 до 14 суток. Зимует личинка в коконе. В год развивается одно поколение. Имаго летают с июня до августа. Антофилы, взрослые особи питаются нектаром цветков зонтичных, молочайных, клевера, тамариска.